# 폐정맥환류이상

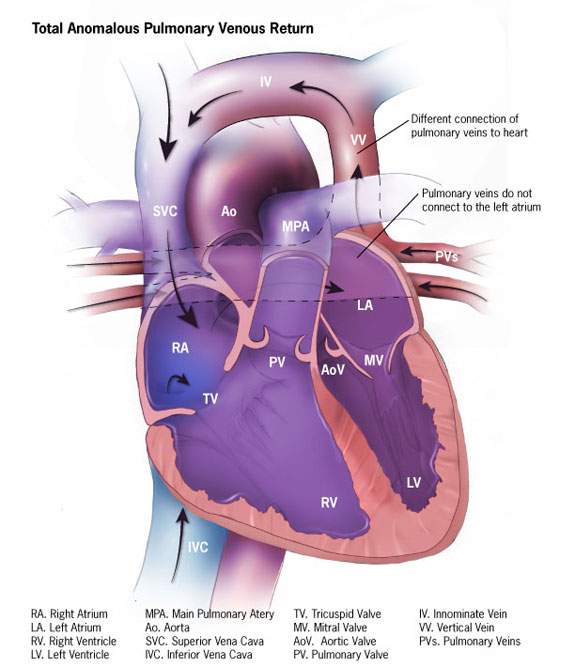

폐정맥환류이상(Anomalous pulmonary venous connection, anomalous pulmonary venous return)은 폐정맥의 선천성 결손이다.
희귀한 선천성 심장 질환으로, 4개의 폐정맥의 위치가 잘못되어 순환계통에 비정상적으로 연결되는 일이 발생한다.

## 증상
- 심잡음
- 청색증, 빈호흡, 호흡곤란